# سندرم حاییم-مانک
سندرم حاییم-مانک (انگلیسی: Haim–Munk syndrome) یک بیماری نادر جلدی است که در اثر جهش در ژن کاتپسین سی ایجاد می‌شود. این سندرم نامش را از دو پزشک به نام‌های «سلیم حاییم» و «جافری مانک» می‌گیرد که بیماری را برای نخستین بار، در سال ۱۹۶۵ میلادی شرح دادند.
بیشتر علائم این بیماری در ۲ تا ۴ سال اول زندگی خود را نشان می‌دهند. این علائم عبارتند از: ضخیم‌شدگی و پوسته‌پوسته شدنِ کف دست و پاها (کراتودرما) و آرنج، و افتادن دندان‌های شیری به سبب پوسیدگی‌ها آنها و التهاب‌های مکرر لثه، هیپرتروفی و انحنای ناخن‌ها، صافی کف پا، انگشتان دراز و باریک در دست و پا و خوردگی استخوانی بویژه در بندهای آخر انگشتان دست و پا. با پیشرفت بیماری، خم‌شدگی و انقباض دائمی مفاصل کوچک و بزرگ نیز محتمل است.
نحوهٔ توارث این سندرم از نوعِ اتوزومال مغلوب است و والدین فرد مبتلا معمولاً هم‌خون هستند. بررسی‌های ژنتیکی نشان می‌دهد که این بیماری به‌دلیل جهش در ژن کاتپسین سی که بر روی کروموزوم ۱۱ واقع است، رخ می‌دهد.
تشخیص افتراقیِ مهمِ این بیماری، سندرم پاپیون-لوفوور است و درمانش نیز مشابه آن است:
- رتینوئیدهای خوراکی همچون اسیترتین، اترتینات و ایزوترتینوین برای درمان کراتودرمای کف دست و پا و آرنج
- کشیدن دندان‌های شیری و تجویز آنتی‌بیوتیک‌های مناسب و تمیز کردنِ دائمی دهان جهت جلوگیری از عفوت‌های لثه

گاهی برای کنترل التهاب مفاصل (آرتریت) در این بیماری، می‌توان غشاء زلاله‌ای اطراف مفاصل را با جراحی خارج کرد، اما اینکار به معلولیت دائمی کودک منجر خواهد شد.